# كوردان (حومة لنجة)
کوردان (بالفارسية: کوردان) هي قرية تقع في إيران في مهران. يقدر عدد سكانها بـ 257 نسمة .